# Kanonbogen

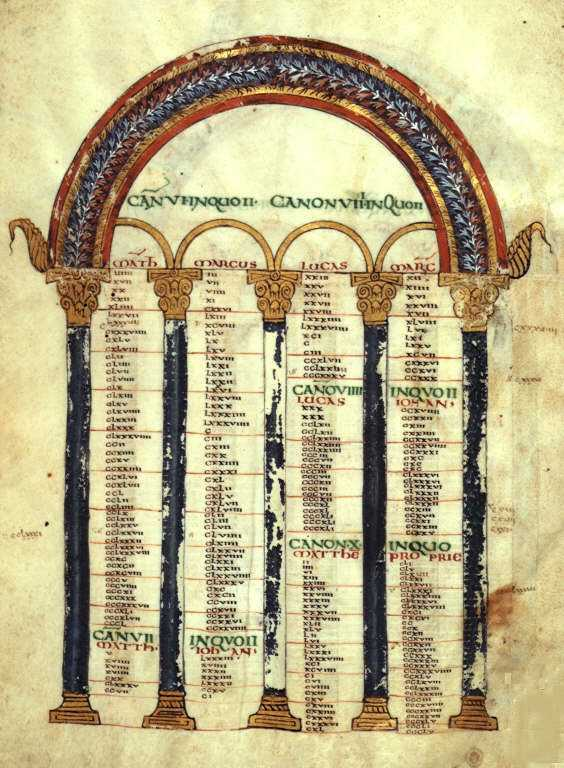
fol. 3r der Handschrift BL Add. 5463

Ein Kanonbogen ist eine Illustration in der Buchmalerei. Es handelt sich dabei um die schmückende Kuppel über einer Tabelle, in der Schriftstellen der Bibel angegeben sind. 
In seinem Kanon hatte Eusebius von Caesarea hatte eine Einteilung der Evangelien vorgenommen und eine Übersicht erstellt, welche Geschichten mehrfach vorkommen. Diese Tabelle wurde schon in der byzantinischen Kunst durch architektonische Darstellungen eingerahmt. Der Kanonbogen bildete den oberen Abschluss der Verzierung nach Art einer Arkade. Oft diente die architektonische Darstellung als Hintergrund für florale oder tierische Motive und Verzierungen. Möglicherweise lehnt sich die Darstellung an Gestaltungsformen der Ikonostase in orthodoxen Kirchenbauten an.

## Beispiele
- Tetraevangelion — Verzierte Kanonbogen
- Evangeliar des Kustos Berchtolt von Salzburg